# Obernheim
Obernheim – miejscowość i gmina w Niemczech, w kraju związkowym Badenia-Wirtembergia, w rejencji Tybinga, w regionie Neckar-Alb, w powiecie Zollernalb, wchodzi w skład wspólnoty administracyjnej Meßstetten. Leży w Jurze Szwabskiej, w Parku Natury Górnego Dunaju, ok. 12 km na południe Balingen.